# Бірсан Олександр Семенович
Олександр Семенович Бірсан (9 червня 1955 — 29 вересня 2013) — український спецпризначенець. Генерал-лейтенант СБУ. Начальник головного управління «А» («Альфа») Служби безпеки України — управління з боротьби з тероризмом, захисту учасників кримінального судочинства та працівників правоохоронних органів, заступник керівника Антитерористичного центру при СБУ.

## Біографія

Могила Олександра Бірсана, Лук'янівське військове кладовище

Народився в 1955 році в місті Дніпропетровськ. Закінчив Дніпропетровський сільськогосподарський інститут, інженер-механік.
У 1979—1982 рр. — працював на Південному машинобудівному заводі у Дніпропетровську.
У 1982—1985 рр. — оперуповноважений, старший оперуповноважений Дніпропетровського обласного управління КДБ УРСР.
у 1985—1998 рр. — Служба в 9-му управлінні КДБ УРСР (від оперуповноваженого до першого заступника начальника Управління державної охорони України).
У 1992—1995 рр. — начальник особистої охорони Президента України Леоніда Кучми.
У 1998—2003 рр. — Начальник головного управління «А» («Альфа») Служби безпеки України — управління з боротьби з тероризмом, захисту учасників кримінального судочинства та працівників правоохоронних органів, заступник керівника Антитерористичного центру при СБУ.
У 2003—2009 рр. — Голова ради міжнародної асоціації ветеранів підрозділів антитерору «Альфа».
З липня 2009 по квітень 2010 — керівник Управління державної охорони України.
Згодом призначений першим заступником голови Національного агентства з питань підготовки та проведення в Україні фінальної частини чемпіонату Європи 2012 року з футболу — керівником Міжвідомчого координаційного штабу з питань безпеки та правопорядку.
Раптово помер через проблеми з серцем 29 вересня 2013 року. Похований на Лук'янівському військовому кладовищі (50°28′13.37″ пн. ш. 30°27′18.00″ сх. д. / 50.4703806° пн. ш. 30.4550000° сх. д.).

## Державні нагороди
- Орден «За заслуги» III ст. (5 липня 2012) — за значний особистий внесок у підготовку і проведення в Україні фінальної частини чемпіонату Європи 2012 року з футболу, успішну реалізацію інфраструктурних проектів, забезпечення правопорядку і громадської безпеки під час турніру, піднесення міжнародного авторитету Української держави, високий професіоналізм[2]
- Відзнака Президента України — Хрест Івана Мазепи (22 лютого 2010) — за вагомий особистий внесок у розвиток ветеранського руху, вирішення питань соціального захисту та реабілітації ветеранів війни, патріотичне виховання молоді, багаторічну бездоганну службу, зразкове виконання військового обов'язку та з нагоди Дня захисника Вітчизни[3]